# Pardosa amentata
Pardosa amentata es una especie de araña araneomorfa del género Pardosa, familia Lycosidae. Fue descrita científicamente por Carl Alexander Clerck en 1757.
Habita en Europa, Turquía, Cáucaso, Rusia (Europa hasta el sur de Siberia), Kazajistán e Irán.

## Descripción
Pardosa amentata es una araña lobo de entre 5 y 8 mm de longitud y tiene un cuerpo de color marrón con marcas o manchas de color marrón más oscuro. Su cuerpo se divide en dos partes, el cefalotórax y el abdomen. El cefalotórax sostiene sus ocho ojos, cuatro pares de patas y las mandíbulas, mientras que el abdomen sostiene los órganos productores de seda llamados hileras que se encuentran en la parte trasera. Las hembras suelen ser un poco más grandes que los machos y llevan sus huevos en un saco redondo hecho de seda debajo del abdomen unido por los hilos producidos por las hileras, pero carecen de pelos negros. La araña depende en gran medida de su vista para ubicar y acechar a su presa, y su cuerpo está especialmente adaptado para este propósito, con dos ojos grandes y cuatro más pequeños mirando hacia adelante, lo que le brinda una excelente visión frontal y dos ojos adicionales situados en la parte superior de la cabeza que amplían el rango de visión hacia los lados y hacia atrás.

## Hábitat
La araña se encuentra en una amplia gama de hábitats abiertos, especialmente en áreas húmedas. Se ha registrado en pastizales, marismas, riberas de ríos, pantanos, setos, páramos, ciénagas, terrenos baldíos y márgenes de campos, pero rara vez en brezales. En invierno, también se pueden encontrar en casas cerca de ventanas, puertas, plantas de interior y en sótanos para evitar el frío. También se pueden encontrar en la hojarasca en los bordes de los bosques y en los claros. En el Reino Unido, suele ser la especie más común del género Pardosa que se encuentra en los jardines.